# Кашмирский гульман
Кашмирский гульман (лат. Semnopithecus ajax) — вид обезьян семейства мартышковых отряда приматов.

## Классификация
Ранее считался подвидом Semnopithecus entellus, затем был поднят до ранга вида по совокупности морфологических отличий. Является одним из нескольких видов рода Semnopithecus, названных в честь героев из древнегреческого эпоса «Илиада», наряду с Semnopithecus hector и Semnopithecus priam.

## Распространение
Встречаются в северной Индии и в пакистанском Кашмире, также зафиксированы в Непале. Населяют различные типы лесов на высоте от 2200 до 4000 метров над уровнем моря.

## Поведение
Дневные древесные животные. Социальная структура тонкотелых обезьян обычно состоит из возглавляемых самцом групп, однако бывают группы, в составе которых более одного самца. У Semnopithecus ajax такие группы могут включать до пяти взрослых самцов.
Сезон размножения с января по июнь, при этом половина рождений приходится на март. Детёныши кормятся молоком матери до достижения двухлетнего возраста, что является рекордом для азиатских видов мартышковых обезьян. Интервал между рождениями составляет около 2,4 года. Отец принимает участие в воспитании детёныша до пятимесячного возраста. Обычно самцы охраняют детёнышей, однако зафиксированы случаи детоубийства.

## Статус популяции
Международный союз охраны природы присвоил этому виду охранный статус «Вымирающий». У этого примата ограниченный ареал, популяция сильно фрагментирована. Основная угроза — разрушение среды обитания.